# هارولد بي وارين
هارولد بي وارين (بالإنجليزية: Harold P. Warren)‏ هو مخرج أمريكي، ولد في 23 أكتوبر 1923، وتوفي في 26 ديسمبر 1985.

## وصلات خارجية
- هارولد بي وارين على موقع IMDb (الإنجليزية)
- هارولد بي وارين على موقع ألو سيني (الفرنسية)
- هارولد بي وارين على موقع قاعدة بيانات الفيلم (الإنجليزية)
- هارولد بي وارين على موقع كينوبويسك (الروسية)